# سوآن ۴۰۸۲
سیارک ۴۰۸۲ (به انگلیسی: 4082 Swann، نامگذاری:1984SW3) چهار هزار و هشتاد و دومین سیارک کشف شده‌است که در ۲۷ سپتامبر ۱۹۸۴ کشف شد.
قدر مطلق سیارک برابر ۱۲٫۹۰ است.